# II Giochi panafricani

Francobollo emesso dal Ciad in occasione dei Giochi panafricani del 1973

La seconda edizione dei Giochi panafricani si tenne dal 7 al 18 gennaio 1973 a Lagos, in Nigeria.
Dopo il successo della prima edizione, svoltasi a Brazzaville, il comitato organizzatore assegnò l'edizione successiva a Bamako, capitale del Mali, da disputarsi nel 1969. Tuttavia un colpo di stato attuato nel 1968 e i susseguenti sconvolgimenti interni mandarono a monte il progetto. Fu quindi stabilito di rimandare i Giochi di due anni spostandoli a Lagos, che all'epoca era capitale della Nigeria; qui effettivamente i Giochi ebbero luogo con due anni di ulteriore ritardo, nel gennaio del 1973. Come segno di continuità con la prima edizione dei Giochi panafricani, una torcia venne accesa a Brazzaville e trasportata a Lagos per giungervi in occasione della cerimonia di apertura.

## Discipline

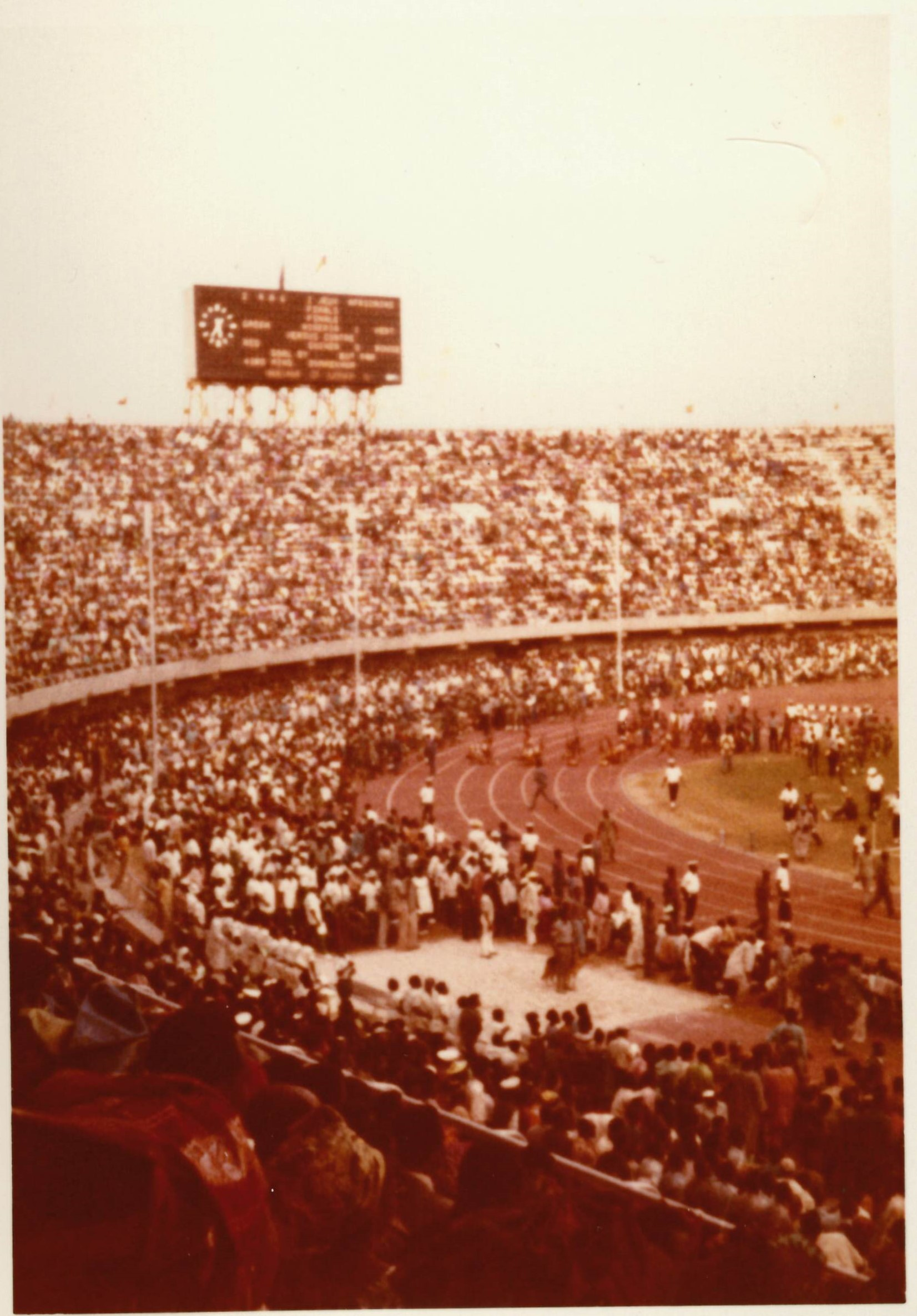
II Giochi panafricani 1973

Ai II Giochi panafricani si disputarono gare delle seguenti discipline sportive:
- Atletica leggera (dettagli)
- Calcio (dettagli)
- Ciclismo (dettagli)
- Judo (dettagli)
- Nuoto (dettagli)
- Pallacanestro (dettagli)
- Pallamano (dettagli)
- Pallavolo (dettagli)
- Pugilato (dettagli)
- Tennis (dettagli)
- Tennistavolo (dettagli)

## Medagliere
| #      | Nazione          | Oro | Argento | Bronzo | Totale |
| ------ | ---------------- | --- | ------- | ------ | ------ |
| 1      | Egitto           | 25  | 16      | 15     | 56     |
| 2      | Nigeria          | 18  | 25      | 20     | 63     |
| 3      | Kenya            | 9   | 9       | 18     | 36     |
| 4      | Uganda           | 8   | 6       | 6      | 20     |
| 5      | Ghana            | 7   | 7       | 13     | 27     |
| 6      | Tunisia          | 4   | 6       | 3      | 13     |
| 7      | Algeria          | 4   | 5       | 13     | 22     |
| 8      | Impero d'Etiopia | 4   | 3       | 6      | 13     |
| 9      | Senegal          | 4   | 2       | 6      | 12     |
| 10     | Costa d'Avorio   | 2   | 0       | 4      | 6      |
| 11     | Marocco          | 1   | 3       | 3      | 7      |
| 12     | Sudan            | 1   | 1       | 1      | 3      |
| 13     | Guinea           | 1   | 1       | 0      | 2      |
| 13     | Mali             | 1   | 1       | 0      | 2      |
| 13     | Tanzania         | 1   | 1       | 0      | 2      |
| 16     | Zambia           | 1   | 0       | 6      | 7      |
| 17     | Somalia          | 1   | 0       | 0      | 1      |
| 18     | Madagascar       | 0   | 2       | 3      | 5      |
| 19     | Camerun          | 0   | 1       | 3      | 4      |
| 19     | Rep. del Congo   | 0   | 1       | 3      | 4      |
| 21     | Gambia           | 0   | 1       | 0      | 1      |
| 21     | Niger            | 0   | 1       | 0      | 1      |
| 23     | Dahomey          | 0   | 0       | 1      | 1      |
| 23     | Swaziland        | 0   | 0       | 1      | 1      |
| 23     | Togo             | 0   | 0       | 1      | 1      |
| Totale | Totale           | 92  | 92      | 126    | 310    |